# Station Messancy
Station Messancy is een spoorwegstation langs de Belgische spoorlijn 167 (Y Autelbas - Athus) in de gemeente Messancy in de provincie Luxemburg. Na een sluiting van haast 19 jaar werd het station samen met de stations Halanzy en Aubange op 14 mei 2007 voor het personenvervoer heropend.

## Treindienst
| Serie              | Treinsoort          | Route | Bijzonderheden                                                           |
| ------------------ | ------------------- | --- | ------------------------------------------------------------------------ |
| L 5950             | L-trein (NMBS)      | Libramont – Bertrix – Virton – Messancy – Aarlen                                                               |                                                                          |
| P 7620/8620RE 8600 | Piekuurtrein (NMBS) | [ Luxemburg – Virton ] / [ [ Aarlen – Messancy – Virton – ] / [ Dinant – ] Libramont – [ Ciney ] ]             | Een rechtstreekse trein Aarlen - Libramont. Een trein Libramont - Ciney. |
| P 7665/7665        | Piekuurtrein (NMBS) | Libramont – [ Virton – Messancy – ] / [ Marbehan – ] Aarlen                                                    | Rijdt alleen op werkdagen.                                               |
| P 7680/8680RE 8650 | Piekuurtrein (NMBS) | [ Bertrix – Dinant ] / [ Libramont – [ Virton – Messancy – ] / [ Marbehan – ] Aarlen ] / [ Athus – Luxemburg ] | Een trein Aarlen - Virton - Libramont. Een trein Athus - Luxemburg.      |

## Galerij

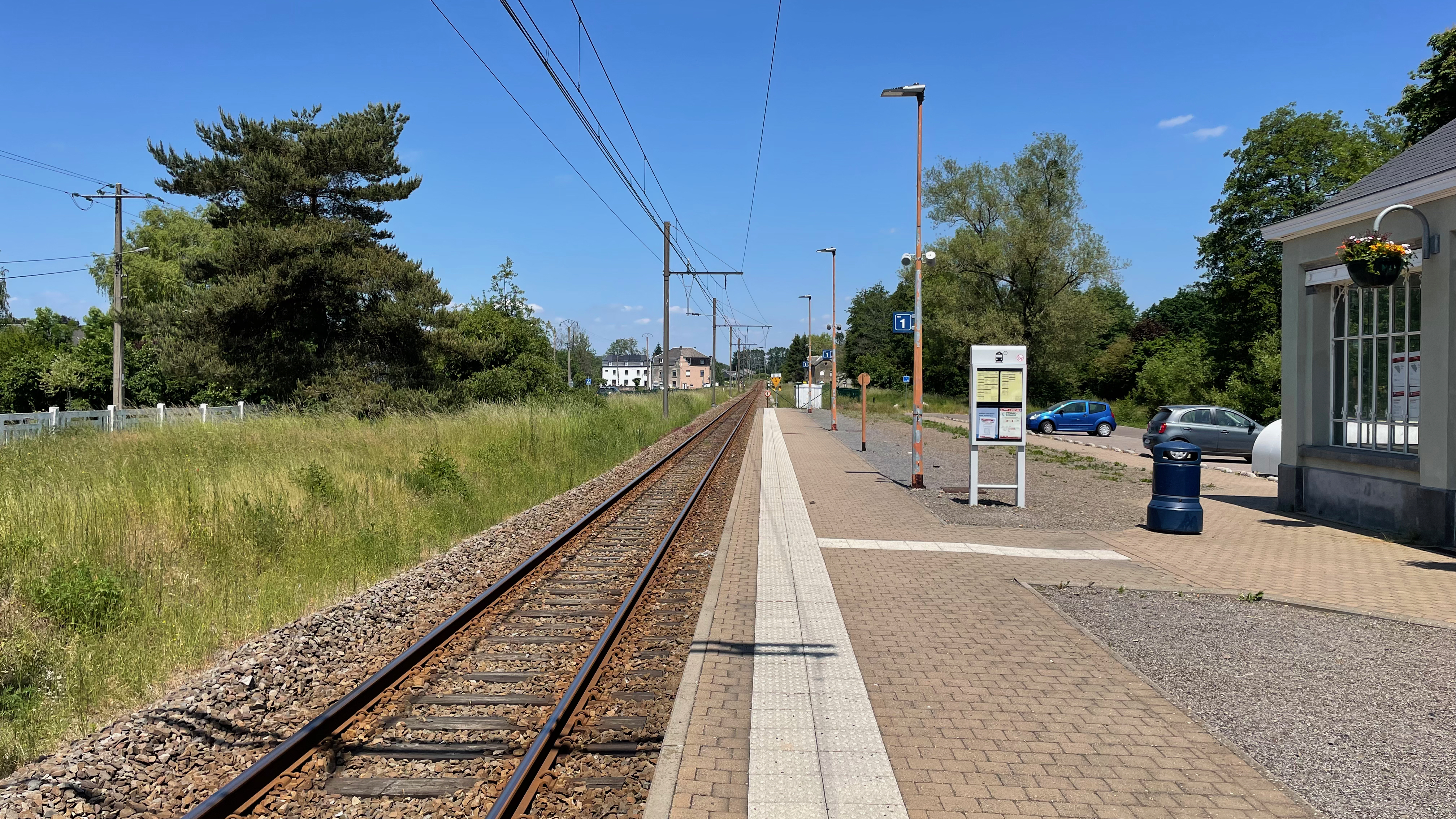
Zicht op het perron
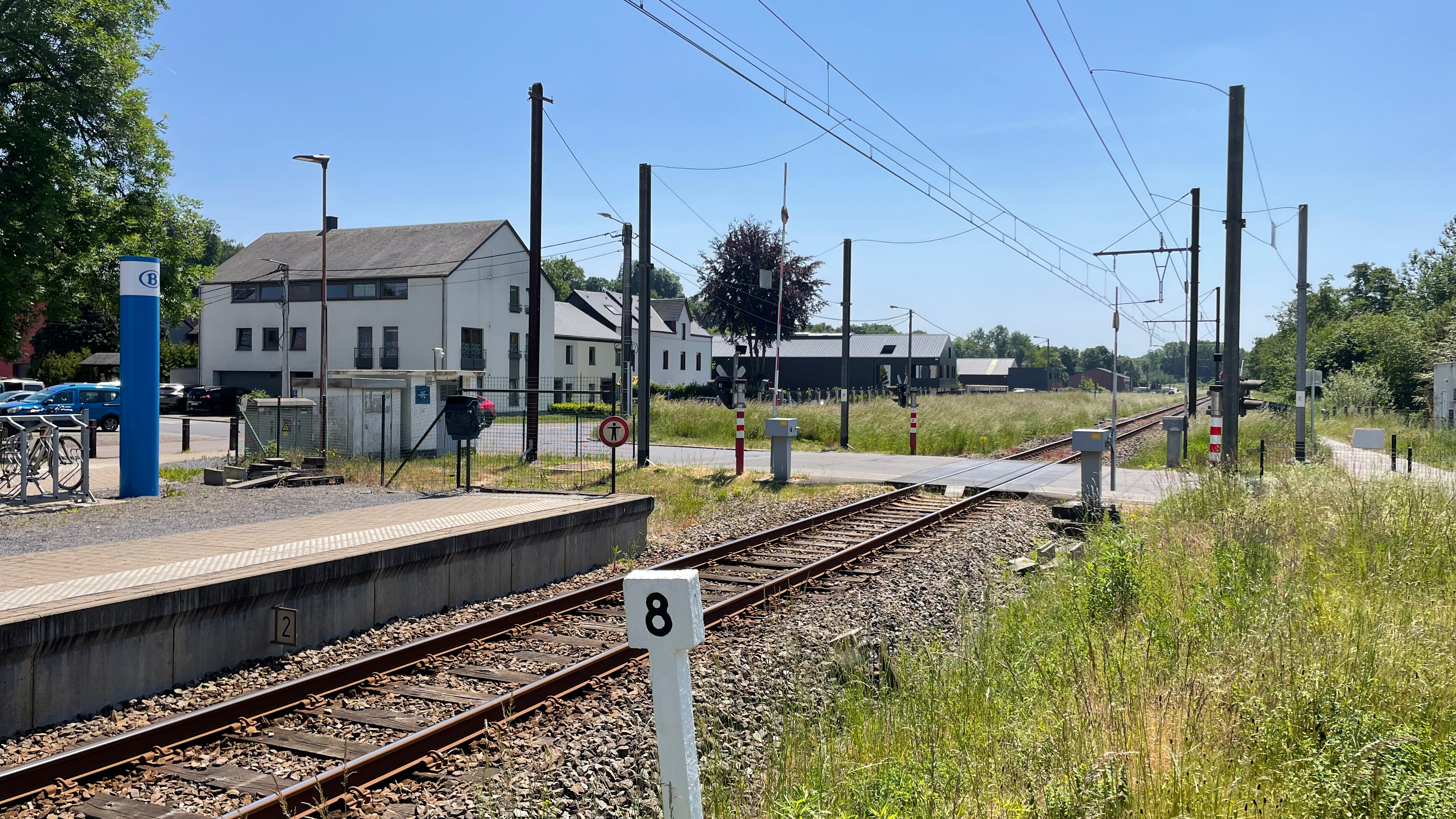
Overweg aan het station
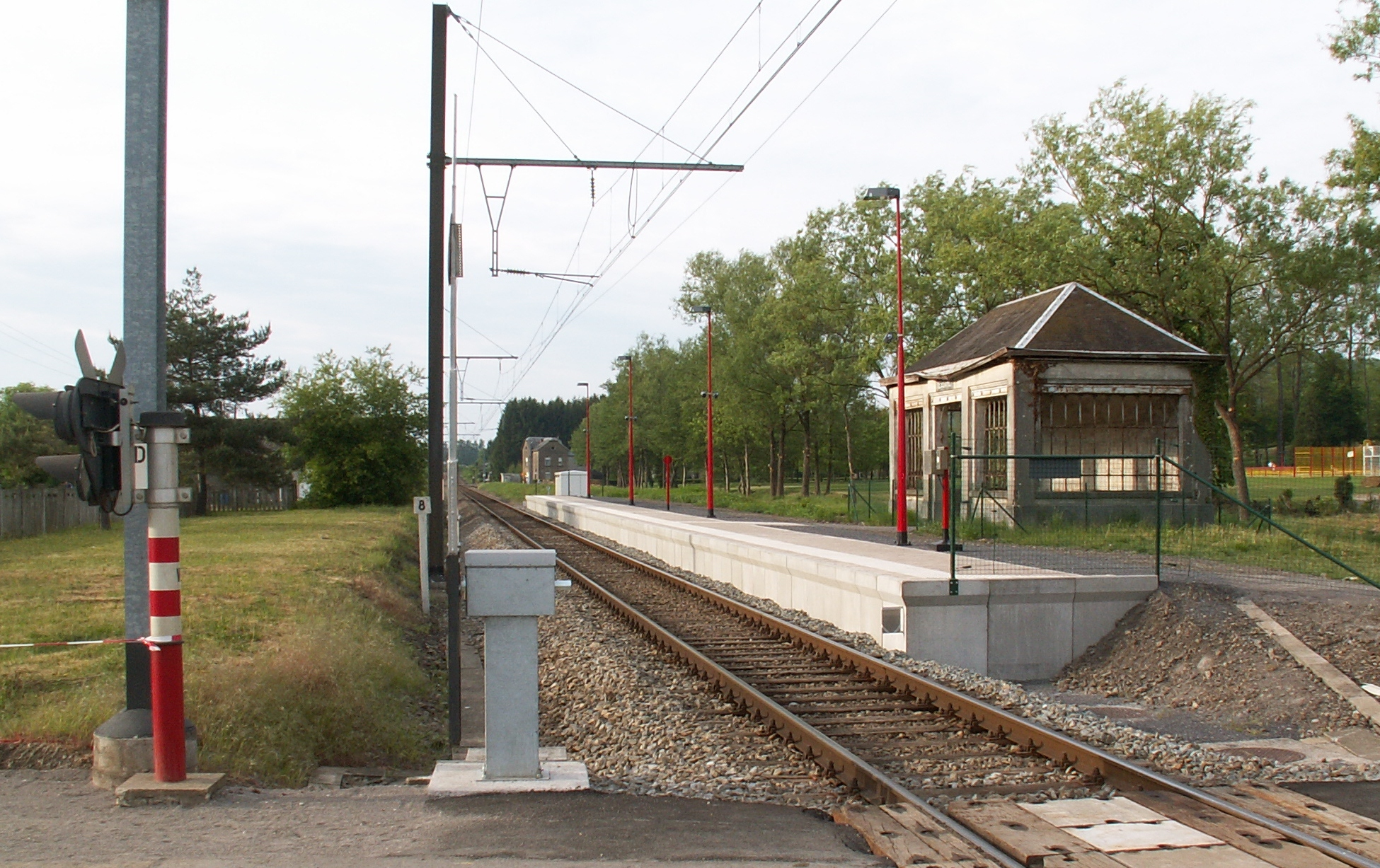
Het station (2007)

## Reizigerstellingen
De grafiek en tabel geven het gemiddeld aantal instappende reizigers weer op een week-, zater- en zondag.
| Tabel: aantal instappende reizigers station Messancy | Tabel: aantal instappende reizigers station Messancy | Tabel: aantal instappende reizigers station Messancy | Tabel: aantal instappende reizigers station Messancy |
|                                                      | Weekdag                                              | Zaterdag                                             | Zondag                                               |
| ---------------------------------------------------- | ---------------------------------------------------- | ---------------------------------------------------- | ---------------------------------------------------- |
| 1977                                                 | 56                                                   | 3                                                    | -                                                    |
| 1978                                                 | 46                                                   | 6                                                    | -                                                    |
| 1979                                                 | 51                                                   | 10                                                   | -                                                    |
| 1980                                                 | 63                                                   | 9                                                    | -                                                    |
| 1981                                                 | 78                                                   | 13                                                   | -                                                    |
| 1982                                                 | 51                                                   | 7                                                    | -                                                    |
| 1983                                                 | 64                                                   | 8                                                    | -                                                    |
| 1984                                                 | -                                                    | -                                                    | -                                                    |
| 1985                                                 | -                                                    | -                                                    | -                                                    |
| 1986                                                 | -                                                    | -                                                    | -                                                    |
| 1987                                                 | -                                                    | -                                                    | -                                                    |
| 1988                                                 | -                                                    | -                                                    | -                                                    |
| 1989                                                 | -                                                    | -                                                    | -                                                    |
| 1990                                                 | -                                                    | -                                                    | -                                                    |
| 1991                                                 | -                                                    | -                                                    | -                                                    |
| 1992                                                 | -                                                    | -                                                    | -                                                    |
| 1993                                                 | -                                                    | -                                                    | -                                                    |
| 1994                                                 | -                                                    | -                                                    | -                                                    |
| 1995                                                 | -                                                    | -                                                    | -                                                    |
| 1996                                                 | -                                                    | -                                                    | -                                                    |
| 1997                                                 | -                                                    | -                                                    | -                                                    |
| 1998                                                 | -                                                    | -                                                    | -                                                    |
| 1999                                                 | -                                                    | -                                                    | -                                                    |
| 2000                                                 | -                                                    | -                                                    | -                                                    |
| 2001                                                 | -                                                    | -                                                    | -                                                    |
| 2002                                                 | -                                                    | -                                                    | -                                                    |
| 2003                                                 | -                                                    | -                                                    | -                                                    |
| 2004                                                 | -                                                    | -                                                    | -                                                    |
| 2005                                                 | -                                                    | -                                                    | -                                                    |
| 2006                                                 | -                                                    | -                                                    | -                                                    |
| 2007                                                 | 73                                                   | -                                                    | -                                                    |
| 2008                                                 | -                                                    | -                                                    | -                                                    |
| 2009                                                 | 88                                                   | -                                                    | -                                                    |
| 2010                                                 | -                                                    | -                                                    | -                                                    |
| 2011                                                 | -                                                    | -                                                    | -                                                    |
| 2012                                                 | 91                                                   | -                                                    | -                                                    |
| 2013                                                 | 127                                                  | -                                                    | -                                                    |
| 2014                                                 | 121                                                  | -                                                    | -                                                    |
| 2015                                                 | 96                                                   | -                                                    | -                                                    |
| 2016                                                 | 97                                                   | -                                                    | -                                                    |
| 2017                                                 | 71                                                   | -                                                    | -                                                    |
| 2018                                                 | 56                                                   | -                                                    | -                                                    |
| 2019                                                 | 108                                                  | -                                                    | -                                                    |
| 2020                                                 | 86                                                   | -                                                    | -                                                    |
| 2021                                                 | -                                                    | -                                                    | -                                                    |
| 2022                                                 | 170                                                  | 39                                                   | 47                                                   |
| 2023                                                 | 135                                                  | 32                                                   | 28                                                   |
| 2024                                                 | 188                                                  | 35                                                   | 31                                                   |

0,0: Autelbas ·
2,6: Sélange ·
4,5: Turpange ·
6,6: Messancy ·
10,3: Athus